# Antoni Dalmases i Pardo
Antoni Dalmases i Pardo (Sabadell, 17 de juliol de 1953) és un professor de literatura, escriptor i articulista català que col·labora en mitjans de comunicació.

## Biografia
Llicenciat en Filologia Hispànica per la Universitat de Barcelona, entre 1976 i 1982 va fer de mestre d'ensenyament primari. Del 1983 al 2013, va exercir de professor de llengua i literatura catalanes a l'Institut Pau Vila i a l'Institut Ferran Casablancas, ambdós de Sabadell. Va ser coordinador i professor de Didàctica de Llengua i Literatura Catalanes als cursos del Certificat d'Aptitud Pedagògica (CAP) a l'ICE de la Universitat Autònoma de Barcelona entre 1984 i 1992 i també professor de Didàctica a l'ICE de la Universitat de Barcelona del 1991 al 2006. També ha exercit de professor de Tècniques narratives a l'Aula de Lletres de Barcelona el curs 1997-1998 i de Didàctica de la Literatura Universal a l'ICE de la Universitat de Girona el curs 1998-1999.
És professor de diverses Aules d'Extensió Universitària de la Gent Gran (Sabadell, Barberà del Vallès, Sant Quirze del Vallès, Castellar del Vallès, Barcelona Sant-Est, Barcelona Sants-Oest, Esplugues del Llobregat, Ripollet, Granollers, Cerdanyola, Vilafranca del Penedès, l'Espluga de Francolí, Osona…).
Des de l'any 2000 ha col·laborat en programes de RAC 1 (L'hora del pati, 2000-2002) SER-Ràdio Barcelona (Tot és comèdia, 2011-2014) i Catalunya Ràdio (Quatre gats, El suplement, 2013-2018). Ha estat membre del Consell Assessor del diari El Punt (200-2004) i ha col·laborat a la premsa escrita a El 9Nou, Presència, El Punt, Diari de Sabadell, iSabadell.cat i Quadern de les idees, les arts i les lletres, Vallesos i al digital Núvol.
És membre de l'Associació d'Escriptors en Llengua Catalana,  de la Fundació Bosch i Cardellach, del Col·lectiu Pere Quart, de l'associació Escrivim (associació d'escriptors de literatura).
El 2010 va ser Portaveu de la Plataforma per a l'Autodeterminació a Sabadell, organitzadora de la Consulta per la Independència.
Com a escriptor ha publicat més de cinquanta títols de diversos gèneres per a lectors de totes les edats, des de contes infantils fins a novel·les per a adults, estudis i assaigs.
El 2007, es va fer una versió per a televisió de la seva novel·la Jo, el desconegut, dirigida per Joan Mallarach i produïda per Jet Fims.

## Obres publicades

### Narrativa
- 1990. I no parava de ploure. Barcelona. Editorial Pòrtic. Novel·la.
- 1990. Els llums irreals. Barcelona. Editorial Pòrtic. Novel·la.
- 1992. La revolta de Job. Barcelona. Editorial Pòrtic. Novel·la.
- 1993. La infinitud dels parcs. Barcelona. Editorial Empúries. Narrativa.
- 1993. L'última primavera. València. Edicions 3i4. Novel·la.[6]
- 1993. Les línies de l'atzar. Barcelona. Editorial Pòrtic. Narrativa.
- 1994. Doble joc. Barcelona. Editorial Cruïlla. Novel·la (català i espanyol).
- 1998. Al mig del camí. Barcelona. Edicions 62 (català) / Ed. Península (espanyol). Novel·la.
- 2002. Temps regirats. Barcelona. Editorial Cruïlla. Novel·la.
- 2005. Jo, el desconegut. Barcelona. Editorial Cruïlla (català i espanyol per a Espanya, Perú i Mèxic). Novel·la.
- 2009. Ull per ull.  (Versió novel·lada del guió d'Eduard Rodrigo i Isaac Palmiola de la minisèrie de televisió produïda per Rodar y Rodar). Barcelona. Edicions Columna (català) / MC Ediciones (espanyol). Novel·la.
- 2012. La llegenda del rei Artur i els seus cavallers. Barcelona. Ed. Combel. Novel·la (català i espanyol).

### Contes i relats infantils
- 1990. La sorprenent història d'en Joan No-me'n-recordo. Barcelona. Publicacions de l'Abadia de Montserrat. Novel·la infantil.
- 1991-1993. “Salat”, “Un petit incident”, “Cada casa és un món”, “Telepresó” i “Valent”. Cavall Fort. Barcelona. Contes infantils.
- 1992. El Vescomte minvant. Barcelona. Editorial Cruïlla. Novel·la infantil (català i espanyol).
- 1992. L'Elisenda i el mar. Barcelona. Publicacions de l'Abadia de Montserrat. Conte infantil (català, gallec i espanyol).
- 1994. El castell dels dos falcons. Barcelona. Editorial Teide. Novel·la infantil.
- 1994. Els embolics truquen per telèfon. Barcelona. Editorial Grijalbo Mondadori. Novel·la infantil (català i espanyol).
- 1995. Són estranys, els grans! Barcelona. Editorial Cruïlla. Conte infantil (català i espanyol).
- 1995. El grill tabalot. Barcelona. Publicacions de l'Abadia de Montserrat. Conte infantil.
- 1996. Els ulls d'en Joan. Barcelona. Publicacions de l'Abadia de Montserrat. Conte infantil.
- 2000. “Celestí Malcarat”, “El desgavell al bosc de la son” i “Despistat”. Cavall Fort. Barcelona. Contes infantils.
- 2001. Silvestre Malasang. Barcelona. Editorial Cruïlla. Novel·la infantil.
- 2003. Les cuques ballaruques. Barcelona. Editorial Cruïlla. Conte infantil.
- 2003. La sargantana Juliana. Barcelona. Editorial Cruïlla. Conte infantil.
- 2003. L'Escamot Venjança. Barcelona. Editorial Cruïlla. Conte infantil.
- 2004. “La llebre espavilada” i “La lliçó”. Cavall Fort. Barcelona. Contes infantils.
- 2005-2007. “Operació Rescat”, “Joc brut”, “Gladiadors a l'estadi”, “El test de la victòria”, “Remuntada”, “Wembley, genial!”, “Contraatac”, “Una bona aposta”, “Aventura a Firabarça” i “Calm Nou”. Col·lecció Clam Barça. Barcelona. Editorial Cruïlla. Novel·la infantil.
- 2009. L'aneguet lleig. Barcelona. Editorial Cruïlla. Conte infantil.
- 2012-2015. “Sant Jordi i el drac”, “La mona”, “La castanyada”, “El misteri del caganer”, “L'Onze de setembre”, “Caga, tió!”, “Que vénen els gegants!” i “La carta als Reis”. Col·lecció Tradicions en rodolins. Barcelona. Editorial Cruïlla. Conte infantil.
- 2015. Els silencis de la Blu. Barcelona. Editorial Arcàdia. Novel·la infantil.

### Estudis i assaigs
- 1980. L'obra poètica de Pere Quart. Sabadell. Ed. Col·legi de Doctors i Llicenciats.
- 1993-1994. Literatura i cinema occidentals. Vol I i II. (Coordinació de l'edició juntament amb Pere Cornellas i Jordi Graset. Sabadell. Ed. Ajuntament de Sabadell i Cineclub Sabadell) i article "El Franquisme (1939-75): la impossibilitat d'una cultura". Vol II, p. 101-122.
- 2012. Caos a les aules. Com s'està desmantellant l'ensenyament públic. Barcelona. Angle Editorial.[7][8]
- 2017. La rebel·lió dels animals de George Orwell. (Estudi preliminar, propostes de treball i comentaris a la traducció de Marc Rubió). Barcelona. Edicions 62.
- 2020. "Actualitat i pervivència de la Colla de Sabadell. Enderrocar per construir". Dins L'humor constructiu. Vindicació de la Colla de Sabadell: Joan Oliver,   Francesc Trabal i Armand Obiols. A cura de Francesc Foguet i Olívia Gassol (editors). Barcelona. Publicacions de l'Abadia de Montserrat.

### Adaptacions
- 2008. Hamlet (adaptació en espanyol de l'obra de William Shakespeare per a públic juvenil). Madrid. Ed. SM.
- 2009. El Conde Lucanor (adaptació en espanyol de l'obra de William Shakespeare per a públic juvenil). Madrid. Ed: SM.

### Llibres de text
- 1996. Llengua i literatura catalanes. 1r ESO. Barcelona. Editorial Casals.
- 1997. Llengua i literatura catalanes. 2n ESO. Barcelona. Editorial Casals.

## Premis i reconeixements
- 1987. Premi Fiter i Rossell, per La revolta de Job.
- 1991. Colla Excursionista Cassanenca, per Les línies de l'atzar.
- 1991. Molí d'en Xec de narracions de Ripollet.
- 1991. Premi Ciutat d'Olot - Marià Vayreda de narrativa, per La infinitud dels parcs.
- 1992. Premi Andròmina de narrativa, per L'última primavera.
- 1993. Premi Quadern de la Fundació Amics de les Arts i de les Lletres de Sabadell.
- 1993. Premi Gran Angular de literatura juvenil, per Doble joc.
- 1998. Premi Sant Joan de narrativa, per Al mig del camí.
- 2005. Premi Gran Angular, per Jo, el desconegut.